# 马赛替尼
马赛替尼是一种酪氨酸激酶抑制剂，用于治疗动物肥大细胞瘤，尤其是狗。自2009年下半年以来，它已经在欧洲上市。马赛替尼已针对多种人类疾病进行了研究，包括黑色素瘤、多发性骨髓瘤、胃肠道癌、胰腺癌、阿尔茨海默病、多发性硬化症、类风湿性关节炎、肥大细胞增多症、肌萎缩性侧索硬化症和 COVID-19。

## 作用机制
马赛替尼是一种酪氨酸激酶抑制剂，可抑制酪氨酸激酶，这些酶负责通过信号转导级联激活许多蛋白质。具体来说，马赛替尼靶向受体酪氨酸激酶c-Kit，该受体被发现在几种癌症中过度表达或发生突变。马赛替尼也是其他靶点，它还抑制血小板衍生生长因子受体（PDGFR）、淋巴细胞特异性蛋白酪氨酸激酶（Lck）、粘着斑激酶 (FAK) 和成纤维细胞生长因子受体3（FGFR3）以及集落刺激因子1受体（CSF1R）。
马赛替尼已被证明通过抑制其主要蛋白酶3CLpro来阻断SARS-CoV-2的复制。马赛替尼显示感染SARS-CoV-2的小鼠肺部和鼻子中的病毒滴度降低了200倍以上。

## 临床使用
马赛替尼正在研究用于治疗系统性肥大细胞增多症 (Masipro)，但由于担心“研究结果的可靠性”和研究设计的重大变化，2017 年欧盟拒绝批准。
2018 年，欧盟拒绝批准马赛替尼治疗肌萎缩性脊髓侧索硬化症 (Alsitek) 。